# Charadrius nivosus
Charadrius nivosus là một loài chim trong họ Charadriidae. Loài này sinh sản ở Ecuador, Peru, Chile, nam và tây Hoa Kỳ và Vùng Caribe. Dù từ lâu nó được xem là một phân loài của Charadrius alexandrinus, nghiên cứu gene gần đây cho rằng nó là một loài riêng, và cả Liên minh Điểu học Mỹ và Đại hội Điểu học quốc tế đều công nhận điều này. Loài chim này dài 15–17 cm (5,9–6,7 in).

## Hình ảnh

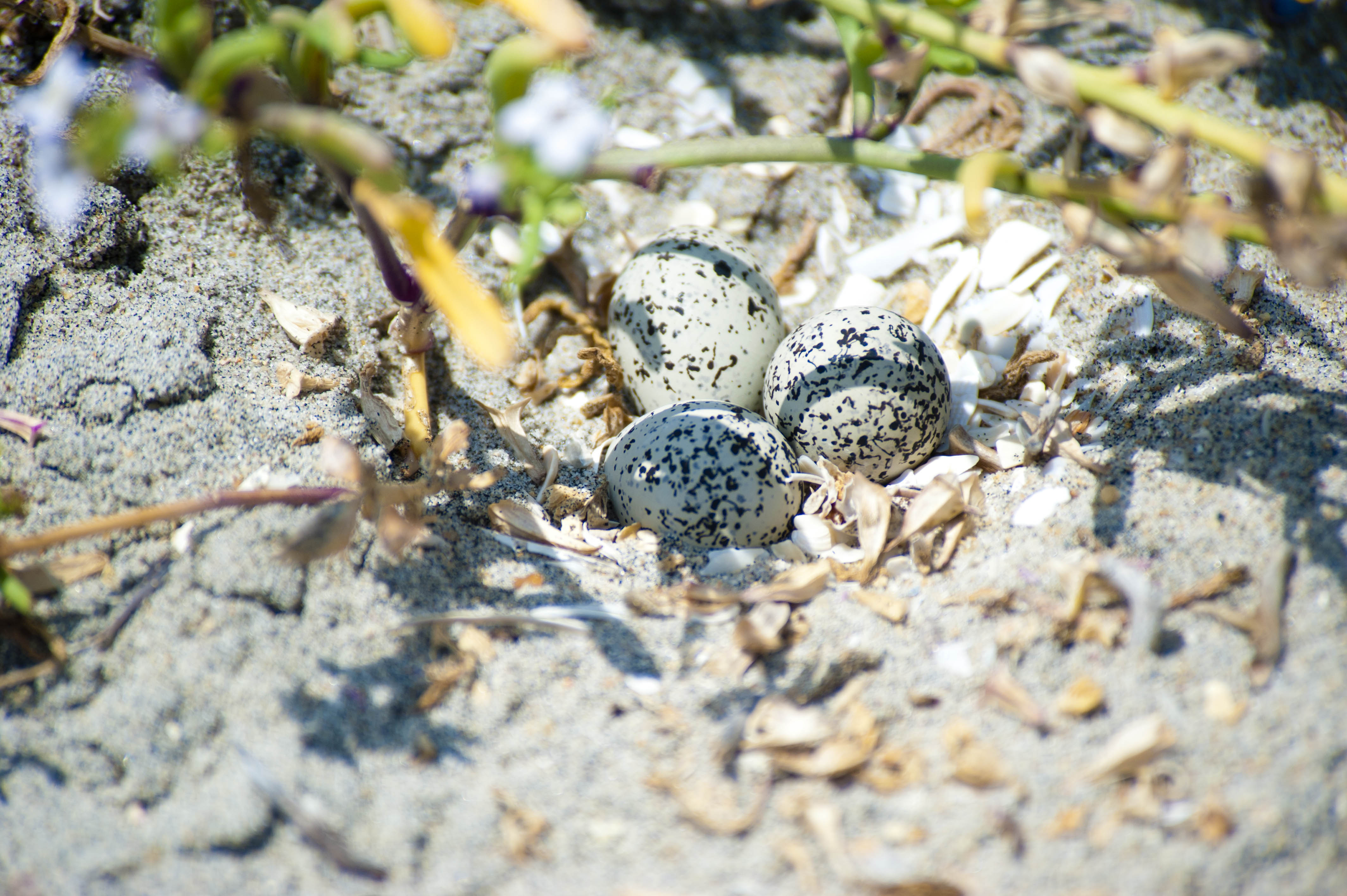
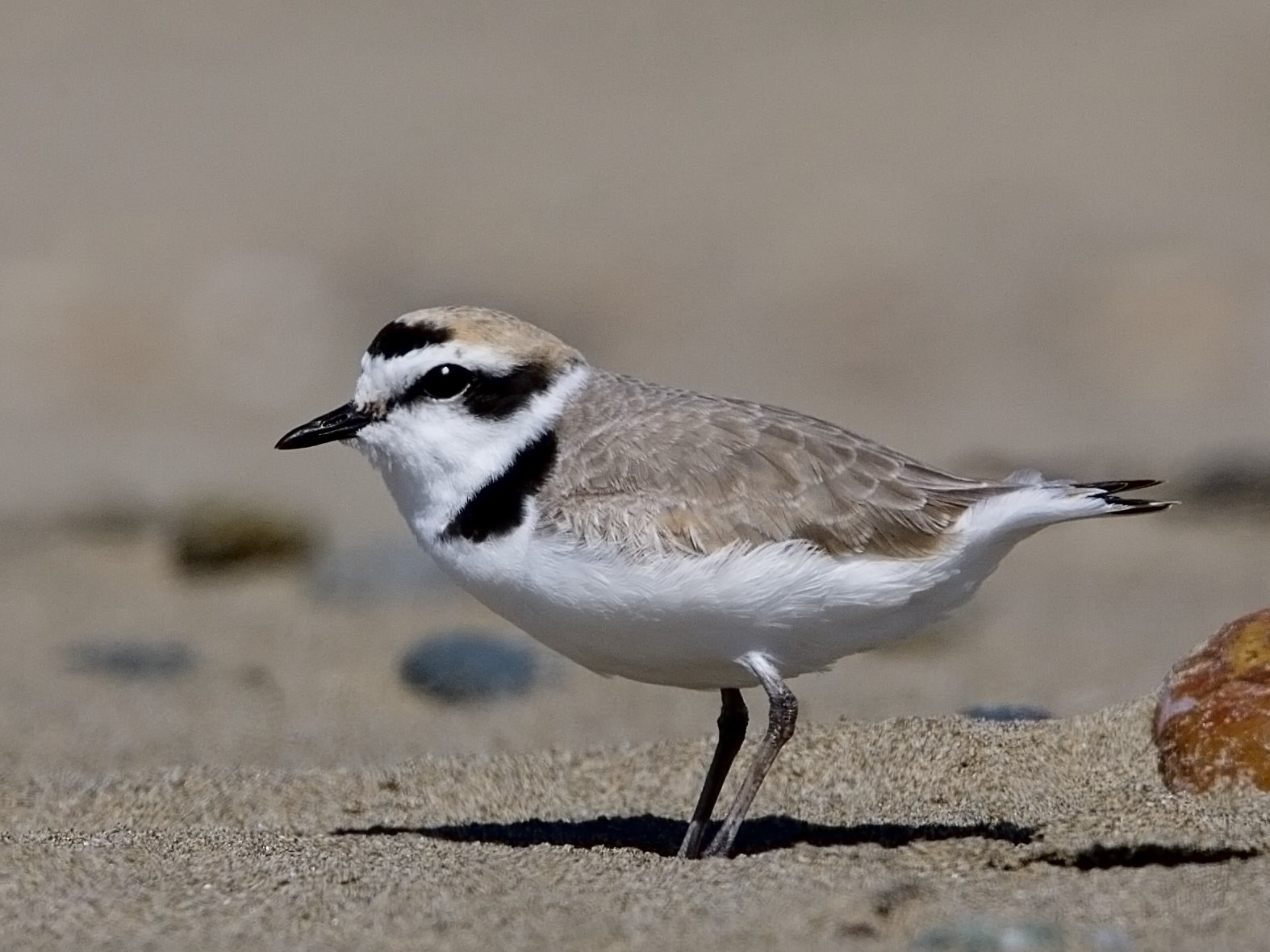